# Alfa Romeo 159 F1
O Alfa Romeo 159 foi o chassi da Alfa Romeo da temporada de 1951 de Fórmula 1.
Teve como pilotos: Giuseppe Farina, Juan Manuel Fangio, Emmanuel de Graffenried, Consalvo Sanesi, Luigi Fagioli, Felice Bonetto e Paul Pietsch.

## Resultados[1]
(legenda) (em negrito indica pole position e itálico volta mais rápida)
| Ano  | Chassis | Motor                  | Pilotos                 | 1   | 2     | 3     | 4     | 5     | 6     | 7     | 8       | Pontos  | Posição |
| ---- | ------- | ---------------------- | ----------------------- | --- | ----- | ----- | ----- | ----- | ----- | ----- | ------- | ------- | ------- |
| 1951 | 159     | Alfa Romeo 158 1.5 L8c |                         | SUI | 500   | BEL   | FRA   | GBR   | ALE   | ITA   | ESP     |         |         |
| 1951 | 159     | Alfa Romeo 158 1.5 L8c | Juan Manuel Fangio*     | 1 P |       | 9 P   | 1†1 P | 2 P   | 2 P   | Ret P | 1* P    | 31 (37) | Campeão |
| 1951 | 159     | Alfa Romeo 158 1.5 L8c | Giuseppe Farina         | 3 P | 1 P   | 5 P   | Ret P | Ret P | 3†2 P | 3 P   | 19 (22) | 4º      |         |
| 1951 | 159     | Alfa Romeo 158 1.5 L8c | Felice Bonetto          |     |       |       | 4 P   | Ret P | 3†2 P | 5 P   | 7       | 8º      |         |
| 1951 | 159     | Alfa Romeo 158 1.5 L8c | Luigi Fagioli           |     |       | 1†1 P |       |       |       |       | 4       | 11º     |         |
| 1951 | 159     | Alfa Romeo 158 1.5 L8c | Consalvo Sanesi         | 4 P | Ret P | 10 P  | 6 P   |       | Inj   |       | 3       | 12º     |         |
| 1951 | 159     | Alfa Romeo 158 1.5 L8c | Emmanuel de Graffenried | 5 P | Ret P |       |       | Ret P | Ret P | 6 P   | 2       | 17º     |         |
| 1951 | 159     | Alfa Romeo 158 1.5 L8c | Paul Pietsch            |     |       |       |       | Ret P |       |       | 0       | NC      |         |

| Número Do Carro Em Cada Corrida | Número Do Carro Em Cada Corrida | Número Do Carro Em Cada Corrida | Número Do Carro Em Cada Corrida | Número Do Carro Em Cada Corrida | Número Do Carro Em Cada Corrida | Número Do Carro Em Cada Corrida | Número Do Carro Em Cada Corrida | Número Do Carro Em Cada Corrida |
| Piloto                          | 1 SUI                           | 2 500                           | 3 BEL                           | 4 FRA                           | 5 GBR                           | 6 ALE                           | 7 ITA                           | 8 ESP                           |
| ------------------------------- | ------------------------------- | ------------------------------- | ------------------------------- | ------------------------------- | ------------------------------- | ------------------------------- | ------------------------------- | ------------------------------- |
| Juan Manuel Fangio*             | 24                              |                                 | 2                               | 4                               | 2                               | 75                              | 38                              | 22                              |
| Giuseppe Farina                 | 22                              | 4                               | 2                               | 1                               | 76                              | 34                              | 20                              |                                 |
| Felice Bonetto                  | -                               | -                               | -                               | 4                               | 77                              | 40                              | 24                              |                                 |
| Luigi Fagioli                   | -                               | -                               | 8                               | -                               | -                               | -                               | -                               |                                 |
| Consalvo Sanesi                 | 28                              | 6                               | 6                               | 3                               | -                               | 36                              | -                               |                                 |
| Emmanuel de Graffenried         | 26                              | -                               | -                               | -                               | -                               | 36                              | 26                              |                                 |
| Paul Pietsch                    | -                               | -                               | -                               | -                               | 78                              | -                               | -                               |                                 |

↑1  Posição compartilhada. Fangio marcou 5 pontos (está incluído 1 ponto pela volta mais rápida) e Fagioli 4.
↑2  Posição compartilhada. Farina marcou 3 pontos (está incluído 1 ponto pela volta mais rápida) e Bonetto 2.

* Campeão